# 埃爾埃斯拉邦區
7°01′20″S 76°43′24″W / 7.0221°S 76.7234°W
埃爾埃斯拉邦區（西班牙語：Distrito de El Eslabón），是秘魯的一個區，位於該國中北部聖馬丁大區的瓦亞加省，始建於1963年10月10日，面積122.8平方公里，海拔高度286米，2005年人口1,729，人口密度每平方公里14人。